# Elspeth Huxley
Elspeth Joscelin Huxley (Londres, 23 de julio de 1907-Tetbury, 10 de enero de 1997) fue una autora, periodista, locutora, magistrada, ambientalista, agricultora y asesora gubernamental británica. Escribió más de 40 libros, incluyendo sus libros líricos más conocidos, The Flame Trees of Thika y The Mottled Lizard, basados en su juventud en una finca de café en la Kenia británica. Su marido, Gervas Huxley, era nieto de Thomas Huxley y primo de Aldous Huxley.

## Trayectoria
Nellie y la mayor Josceline Grant, padres de Elspeth, llegaron a Thika, en lo que entonces era el África Oriental Británica, en 1912, para comenzar una vida como caficultores y colonos coloniales. Elspeth, de seis años, llegó en diciembre de 1913, con su institutriz y su criada.  Su educación fue poco convencional; fue "casi tratada como un paquete, pasando de mano en mano". El libro de Huxley de 1959 The Flame Trees of Thika explora lo poco preparados que estaban los primeros colonos británicos para la vida rústica. Fue adaptado a una serie de televisión en 1981. Elspeth se educó en una escuela solo para blancos en Nairobi.
Dejó África en 1925, donde se licenció en agricultura en la Universidad de Reading en Inglaterra y estudió en la Universidad Cornell en el upstate Nueva York. Elspeth regresaba a África periódicamente. Se casó con Gervas Huxley, hijo del doctor Henry Huxley (1865-1946) en 1931. Tuvieron un hijo, Charles, que nació en febrero de 1944.

## Carrera
Huxley fue nombrada Asistente de Prensa del Empire Marketing Board en 1929. Renunció a su puesto en 1932 y viajó mucho. Comenzó a escribir poco después de su matrimonio. Su primer libro, White Man's Country: Lord Delamere and the making of Kenya sobre el famoso colono blanco, fue publicado en 1935.

El libro de Huxley de 1939 Red Strangers describe la vida entre los kikuyu de Kenia en la época de la llegada de los primeros colonos europeos. El manuscrito fue enviado primero a la editorial Macmillan, pero Harold Macmillan, que entonces trabajaba para la empresa familiar, aceptó publicarlo solo con cortes considerables, incluyendo una descripción gráfica de la ablación de clítoris. Huxley se negó y el libro fue publicado por Chatto & Windus. Huxley recordó: 
"Fue un día feliz para mí cuando nuestro futuro Primer Ministro no pudo tomar la clitoridectomía." 
El libro fue reeditado por Penguin Books en 1999 y de nuevo por Penguin Classics en 2000; Richard Dawkins desempeñó un papel importante en la reedición del libro y escribió un prefacio a la nueva edición.
Su recuento final de 42 libros incluye diez obras de ficción y 29 libros de no ficción, así como miles de folletos y artículos.
Durante la Segunda Guerra Mundial, Huxley trabajó como locutora para la BBC.
En 1960, Huxley fue nombrada miembro independiente de la Comisión Asesora para la Revisión de la Constitución de la Federación de Rhodesia y Nyasaland (la Comisión Monckton). Al principio de su vida fue una defensora del colonialismo, y más tarde pidió la independencia de los países africanos.
En la década de 1960, fue corresponsal de la revista National Review.
Christine S. Nicholls escribió Elspeth Huxley: A Biography (Harper Collins, 2002). Huxley fue amiga de Joy Adamson, autora de Born Free, y se la menciona en la biografía de Joy y George Adamson titulada The Great Safari. Elspeth Huxley escribió el prólogo de la autobiografía de Joy, The Searching Spirit. 

## Reconocimientos
- Comandante de la Orden del Imperio Británico, 1962.

## Obra

### Ficción
- Murder at Government House (1937)
- Murder on Safari (1938)
- Death of an Aryan (U.S.:The African Poison Murders) (1939)
- Red Strangers (1939)
- The Walled City (1948)
- A Thing to Love (1954)
- The Red Rock Wilderness (1957)
- The Merry Hippo (U.S.: The Incident at the Merry Hippo) (1963)
- A Man from Nowhere (1964)
- The Prince Buys the Manor (1982)

### No ficción
- White Man's Country: Lord Delamere and the Making of Kenya (1935)
- Atlantic Ordeal: The Story of Mary Cornish (1941)
- African Dilemmas (1948)
- Settlers of Kenya (1948)
- The Sorcerer's Apprentice: A Journey Through Africa (1948)
- I Don't Mind If I Do (1950)
- Four Guineas: A Journey Through West Africa (1954)
- No Easy Way: A History of the Kenyan Farmers' Association and UNGA Limited (1957)
- The Flame Trees of Thika: Memories of an African Childhood (1959)
- A New Earth: An Experiment in Colonialism (1960)
- The Mottled Lizard (U.S.: On the Edge of the Rift: Memories of Kenya) (1962)
- Back Street New Worlds: A Look at Immigrants in Britain (1964)
- With Forks and Hope: An African Notebook (1964)
- Brave New Victuals: An Inquiry into Modern Food Production (1965)
- Their Shining Eldorado: A Journey Through Australia (1967)
- Love among the Daughters (1968)
- The Challenge of Africa (1971)
- The Kingsleys: A Biographical Anthology (1973)
- Livingstone and His African Journeys (1974)
- Florence Nightingale (1975)
- Gallipot Eyes: A Wiltshire Diary (1976)
- Scott of the Antarctic (1978)
- Nellie: Letters from Africa (1980)
- Whipsnade: Captive Breeding for Survival (1981)
- Last Days in Eden aka De Laatsten in de Hof van Eden (1984) with Hugo van Lawick
- Out in the Midday Sun: My Kenya (1985)
- Nine Faces of Kenya: Portrait of a Nation (1990)
- Peter Scott: Painter and Naturalist (1993)

## Archivos
Una colección de doce cajas de fotografías, impresiones, negativos, impresiones de contacto y diapositivas se encuentra en los Archivos de Bristol en la Colección del Imperio Británico y la Commonwealth. La mayoría de las fotografías fueron tomadas por Huxley, y el resto recopiladas por ella misma. La colección cubre toda la carrera de Huxley (1896-1981) y el tema incluye paisajes de safaris en Kenia y gente local (específicamente la gente Kikuyu), el levantamiento de Mau Mau, colonos blancos, Edwardian Mombasa, y una transcripción de una entrevista de historia oral realizada por el Museo del Imperio Británico y de la Commonwealth (Ref. 1995/076). Otras colecciones relacionadas con Elspeth Huxley pueden encontrarse en la Biblioteca Bodleiana y en el Departamento de Manuscritos y Archivos Universitarios de la Biblioteca de la Universidad de Cambridge.